# Falken-Gesäß
Falken-Gesäß ist ein Stadtteil von Oberzent im südhessischen Odenwaldkreis und hat rund 500 Einwohner. Zu dem Stadtteil gehört der Weiler Leonhardshof.

## Geographische Lage
Das Reihendorf Falken-Gesäß liegt im Odenwald westlich von Beerfelden im Finkenbachtal. Im Norden führt die Landesstraße 3120 und im Süden die Landesstraße 3119 am Ort vorbei.

## Geschichte

### Ortsgeschichte
Die älteste bekannte schriftliche Erwähnung von Falken-Gesäß erfolgte unter dem Namen Valkengesezze im Jahr 1321.
Neben Landwirtschaft wurde etwa zwischen 1700 und 1850 die Leinweberei betrieben. Danach folgte die Holzverarbeitung. Im 20. Jahrhundert wurde auch eine Diamantschleiferei betrieben.
Im Jahre 1939 hatte Falken-Gesäß 549 Einwohner und gehörte zum Landkreis Erbach. Bis zum Jahr 2014 war der Ort ein anerkannter Erholungsort.
Hessische Gebietsreformen (1970–1977, 2018)
Zum 1. Oktober 1971 wurde die bis dahin selbständige Gemeinde Falken-Gesäß im Zuge der Gebietsreform in Hessen auf freiwilliger Basis in die Stadt Beerfelden eingegliedert, die wiederum am 1. Januar 2018 mit weiteren Gemeinden die Stadt Oberzent bildete. Dabei wurde Falken-Gesäß ein eigener Stadtteil der neuen Stadt Oberzent.
Für Falken-Gesäß wurde ein Ortsbezirk mit Ortsbeirat und Ortsvorsteher nach der Hessischen Gemeindeordnung gebildet.

### Verwaltungsgeschichte im Überblick
Die folgende Liste zeigt die Staaten und Verwaltungseinheiten, denen Falken-Gesäß angehört(e):
- vor 1806: Heiliges Römisches Reich, Grafschaft Erbach-Fürstenau, Amt Freienstein
- ab 1806: Großherzogtum Hessen (Souveränitätslande),[Anm. 2] Fürstentum Starkenburg, Amt Freienstein (zur Standesherrschaft Erbach gehörig)
- ab 1815: Großherzogtum Hessen[Anm. 3] (Souveränitätslande), Provinz Starkenburg, Amt Freienstein (zur Standesherrschaft Erbach gehörig)
- ab 1822: Großherzogtum Hessen, Provinz Starkenburg, Landratsbezirk Erbach[Anm. 4]
- ab 1848: Großherzogtum Hessen, Regierungsbezirk Erbach
- ab 1852: Großherzogtum Hessen, Provinz Starkenburg, Kreis Erbach
- ab 1871: Deutsches Reich,[Anm. 5] Großherzogtum Hessen, Provinz Starkenburg, Kreis Erbach
- ab 1918: Deutsches Reich, Volksstaat Hessen,[Anm. 6] Provinz Starkenburg, Kreis Erbach
- ab 1938: Deutsches Reich, Volksstaat Hessen, Landkreis Erbach[8][Anm. 7]
- ab 1945: Amerikanische Besatzungszone,[Anm. 8] Groß-Hessen, Regierungsbezirk Darmstadt, Landkreis Erbach
- ab 1946: Amerikanische Besatzungszone, Land Hessen, Regierungsbezirk Darmstadt, Landkreis Erbach
- ab 1949: Bundesrepublik Deutschland, Land Hessen, Regierungsbezirk Darmstadt, Landkreis Erbach
- ab 1971: Bundesrepublik Deutschland, Land Hessen, Regierungsbezirk Darmstadt, Landkreis Erbach, Stadt Beerfelden[Anm. 9]
- ab 1972: Bundesrepublik Deutschland, Land Hessen, Regierungsbezirk Darmstadt, Odenwaldkreis, Stadt Beerfelden
- ab 2018: Bundesrepublik Deutschland, Land Hessen, Regierungsbezirk Darmstadt, Odenwaldkreis, Stadt Oberzent[Anm. 10]

## Bevölkerung

### Einwohnerentwicklung
- 1545: 24 wehrfähige Männer[1]
- 1961: 504 evangelische (= 90,16 %), 46 katholische (= 8,23 %) Einwohner[1]

| Falken-Gesäß: Einwohnerzahlen von 1834 bis 2020 | Falken-Gesäß: Einwohnerzahlen von 1834 bis 2020 | Falken-Gesäß: Einwohnerzahlen von 1834 bis 2020 | Falken-Gesäß: Einwohnerzahlen von 1834 bis 2020 | Falken-Gesäß: Einwohnerzahlen von 1834 bis 2020 |
| --- | ----------------------------------------------- | ----------------------------------------------- | ----------------------------------------------- | ----------------------------------------------- |
| Jahr |                                                 |                                                 |                                                 | Einwohner                                       |
| 1834 | 1834                                            |                                                 | 534                                             | 534                                             |
| 1840 | 1840                                            |                                                 | 705                                             | 705                                             |
| 1846 | 1846                                            |                                                 | 784                                             | 784                                             |
| 1852 | 1852                                            |                                                 | 772                                             | 772                                             |
| 1858 | 1858                                            |                                                 | 731                                             | 731                                             |
| 1864 | 1864                                            |                                                 | 754                                             | 754                                             |
| 1871 | 1871                                            |                                                 | 744                                             | 744                                             |
| 1875 | 1875                                            |                                                 | 715                                             | 715                                             |
| 1885 | 1885                                            |                                                 | 691                                             | 691                                             |
| 1895 | 1895                                            |                                                 | 589                                             | 589                                             |
| 1905 | 1905                                            |                                                 | 578                                             | 578                                             |
| 1910 | 1910                                            |                                                 | 624                                             | 624                                             |
| 1925 | 1925                                            |                                                 | 612                                             | 612                                             |
| 1939 | 1939                                            |                                                 | 549                                             | 549                                             |
| 1946 | 1946                                            |                                                 | 699                                             | 699                                             |
| 1950 | 1950                                            |                                                 | 691                                             | 691                                             |
| 1956 | 1956                                            |                                                 | 603                                             | 603                                             |
| 1961 | 1961                                            |                                                 | 559                                             | 559                                             |
| 1967 | 1967                                            |                                                 | 570                                             | 570                                             |
| 1970 | 1970                                            |                                                 | 581                                             | 581                                             |
| 1980 | 1980                                            |                                                 | ?                                               | ?                                               |
| 1990 | 1990                                            |                                                 | ?                                               | ?                                               |
| 2000 | 2000                                            |                                                 | ?                                               | ?                                               |
| 2011 | 2011                                            |                                                 | 477                                             | 477                                             |
| 2018 | 2018                                            |                                                 | 492                                             | 492                                             |
| 2020 | 2020                                            |                                                 | 470                                             | 470                                             |
| Datenquelle: Historisches Gemeindeverzeichnis für Hessen: Die Bevölkerung der Gemeinden 1834 bis 1967. Wiesbaden: Hessisches Statistisches Landesamt, 1968. Weitere Quellen: ; Zensus 2011 |                                                 |                                                 |                                                 |                                                 |

### Einwohnerstruktur 2011
Nach den Erhebungen des Zensus 2011 lebten am Stichtag dem 9. Mai 2011 in Falken-Gesäß 477 Einwohner. Darunter waren 15 (3,1 %) Ausländer.
Nach dem Lebensalter waren 57 Einwohner unter 18 Jahren, 171 zwischen 18 und 49, 129 zwischen 50 und 64 und 114 Einwohner waren älter.
Die Einwohner lebten in 210 Haushalten. Davon waren 54 Singlehaushalte, 69 Paare ohne Kinder und 66 Paare mit Kindern, sowie 18 Alleinerziehende und 3 Wohngemeinschaften. In 48 Haushalten lebten ausschließlich Senioren und in 128 Haushaltungen lebten keine Senioren.

## Sehenswürdigkeiten
Sehenswert ist die Ruine der St. Leonhardskapelle, einer ehemaligen Wallfahrtskirche, im Weiler Leonhardshof.

## Persönlichkeiten
- Joe Hackbarth (1931–2000), Maler und Jazzmusiker, im Ort gestorben